# آرثر كاي (لاعب كرة قدم)
آرثر كاي (بالإنجليزية: Arthur Kaye)‏ هو لاعب كرة قدم بريطاني، ولد في 9 مايو 1933 في Higham, South Yorkshire ‏ في المملكة المتحدة، وتوفي بنفس المكان في 12 أكتوبر 2003. لعب مع كولتشستر يونايتد ونادي بارنسلي ونادي بلاكبول ونادي ميدلزبره.